# Bird Millman
Bird Millman O'Day, née Jennadean Engleman le 20 octobre 1890 à Cañon City et morte le 5 août 1940 au même endroit, était une funambule célèbre.
Durant « l'âge d'or du cirque américain », elle est une attraction de premier plan de la compagnie Ringling Bros. and Barnum & Bailey Circus.

## Biographie

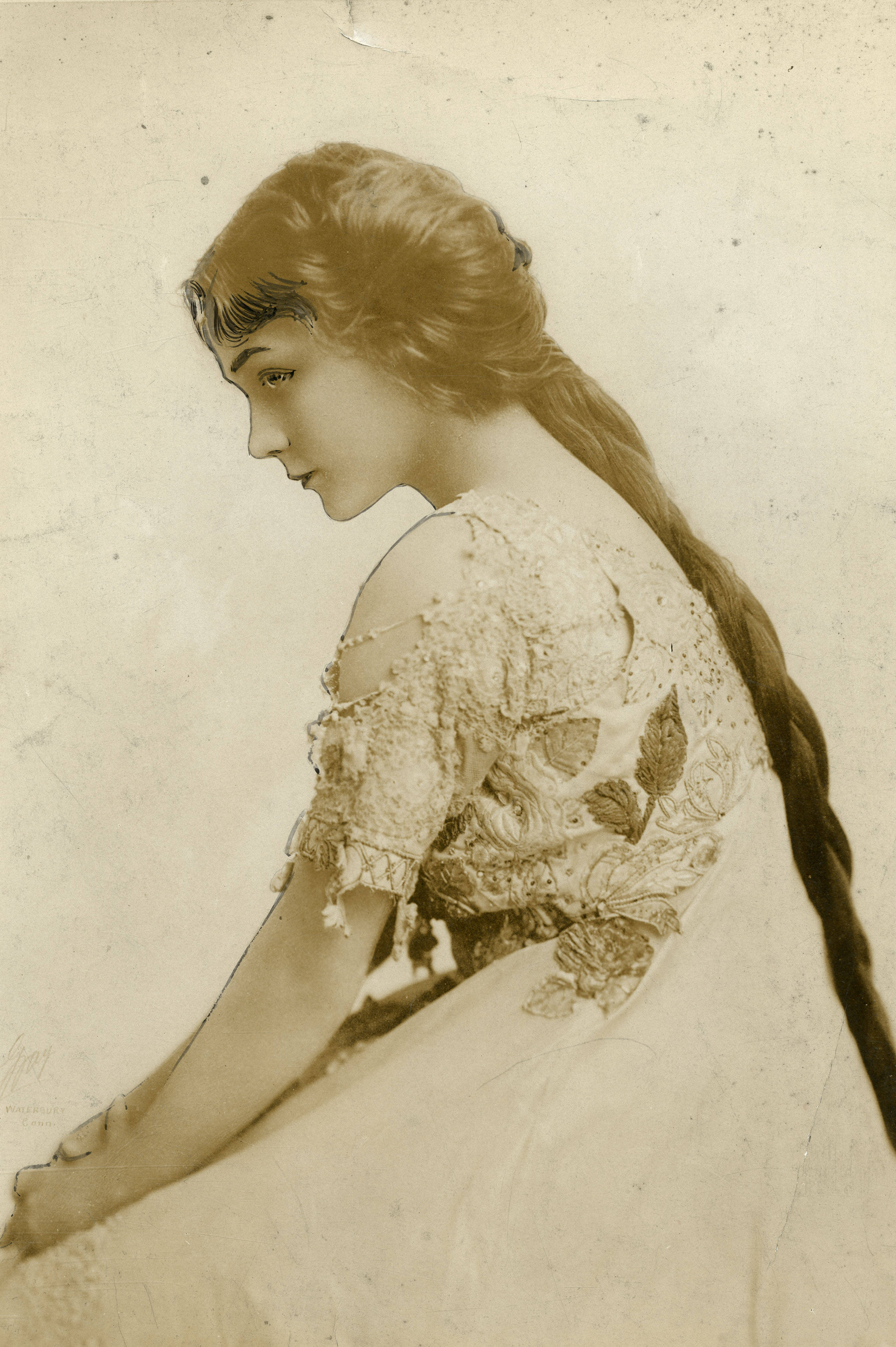
Bird Millman en 1908.

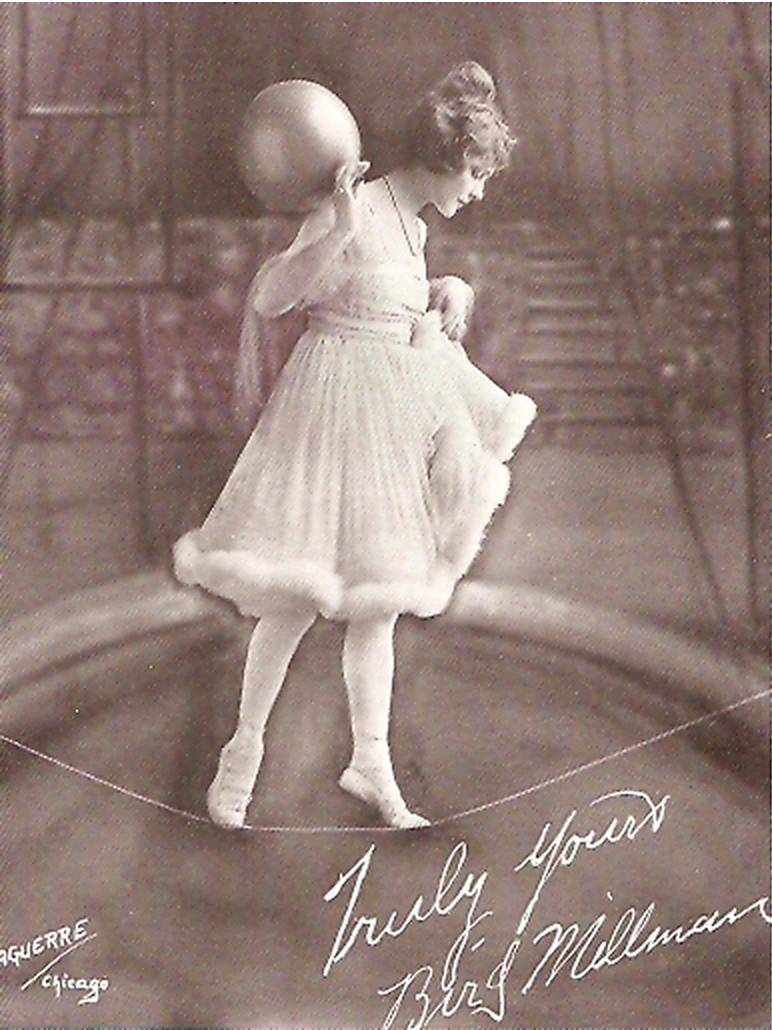

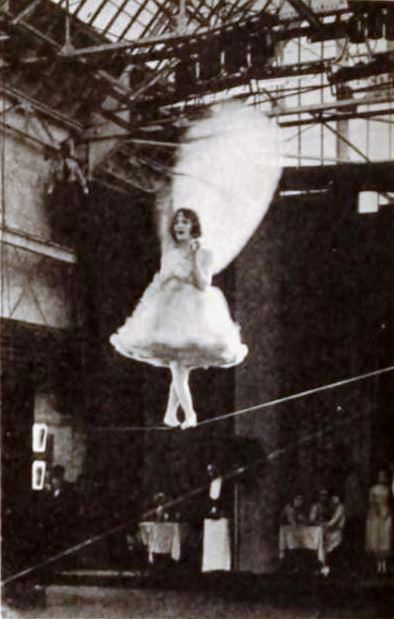
En 1920, dans une scène du film The Deep Purple.

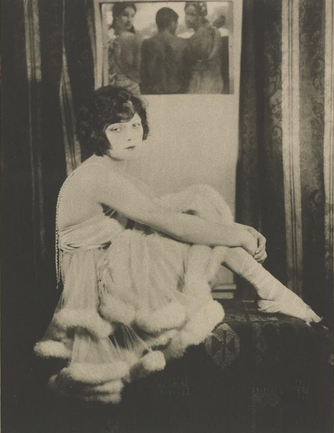
Bird Millman, novembre 1921.

Née Jennadean Engleman à Cañon City, dans le Colorado, elle suit ses parents Dyke F. Engleman et Geneviève Patton Engleman dans des mud shows (petits cirques).
En 1904, le Trio Millman entre dans le vaudeville, se produisant au Keith's Union Square et au Paradise Roof Garden de Hammerstein. À un moment donné, elle est surnommée, peut-être ironiquement, « l'Eva Tanguay du fil suspendu ».
Au théâtre Wintergarten de Berlin, Bird se produit devant la cour de l'empereur Guillaume II. À son retour aux États-Unis, son numéro devient Bird Millman & Co., ajoutant le New York Hippodrome et le Palace Theatre à sa liste de succès. L'un des nouveaux membres de la troupe, Fern Andra, ne revient pas d'une brève tournée européenne ; plus tard, elle refait surface comme star du cinéma muet allemand.
En 1913, elle devient artiste de piste au Ringling Bros. and Barnum & Bailey Circus où elle reste après sa fusion avec le Cirque Ringling Brothers. Ses collègues sont les acrobates May Wirth et  Lillian Leitzel. Bird passe l'intersaison du cirque à Broadway, apparaissant dans The Ziegfeld Follies de 1916 et dans plusieurs éditions de Frolics.
En 1921, elle apparait dans la Troisième édition annuelle des Greenwich Village Follies de John Murray Anderson. En 1920, elle interprète un numéro dans The Deep Purple, un film muet de Raoul Walsh.
Bird ne s'est jamais appuyé sur la nouveauté ou sur des cascades époustouflantes, elle est plutôt appréciée pour sa vitesse inhabituelle et sa grâce apparemment naturelle. Contrairement à plusieurs récits, elle a effectivement utilisé un parasol pour assurer son équilibre.
Lors de plusieurs spectacles, elle se produit au-dessus des rues de New York, ce qui accroit sa notoriété, d'autant plus qu'elle vend des obligations de guerre à cette occasion.
Les deux premiers mariages de Millman sont brefs et se terminent pas un divorce. Son troisième époux, Joseph Francis O'Day, est diplômé de Harvard et vétéran de l'armée, mort peu de temps après avoir perdu sa fortune lors du krach boursier de 1929.
Indigente, Bird rejoint sa mère et sa famille dans son Colorado natal où elle meurt d'une tumeur de l'utérus à 49 ans. Son éloge funèbre fut rédigé par l'auteure Dixie Willson, soeur du compositeur Meredith Willson.
Bird Millman est intronisée à titre posthume au International Circus Hall of Fame (en) en 1961.